# Cedric Bixler-Zavala
Cedric Bixler-Zavala (Redwood City, Estados Unidos, 4 de novembro de 1974) é um músico estadunidense ganhador do Grammy conhecido pelo seu trabalho como vocalista e compositor de letras na banda de rock progressivo The Mars Volta, e como vocalista e guitarrista ocasional da banda de Post-Hardcore At the Drive-In e o supergrupo de rock psicodélico Anywhere, onde ele canta e toca bateria. Bixler-Zavala possui voz de Tenor alta, variando do G2 (Sol 2) ao Dó Soprano (C6 ou Dó 6), cujo contraste está no seu trabalho com a banda At the Drive-In, com predominância de um estilo mais gritado. Também já tocou bateria em uma série de apresentações, incluindo os trabalhos com as bandas De Facto e Big Sir.

## Biografia
Cedric nasceu em Redwood City, na Califórnia, filho de  um pai nascido na Cidade do México, meio estadunidense de origem alemã e uma mãe mexicana, e mãe mexicana nascida em El Paso, TX. Seu sobrenome materno Zavala é a versão catelhana do sobrenome basco Zabala.

### Morte de pessoas próximas
A vida de Cedric foi fortemente impactada pela morte de pessoas que eram próximas, sendo várias delas temas para suas letras. Jimmy Hernandez, baixista da banda Los Dregtones, morreu de câncer em 1994. Bernie Rincon, o baterista original da banda At The Drive-In, cometeu suicídio. Em 1996, dois membros da banda The Fall on Deaf Ears, Laura Beard e Sarah Reiser, morreram em um acidente de carro. Também em 1996, um amigo próximo e companheiro de banda de Cedric chamado Julio Venegas cometeu suicídio. A história por trás do álbum do Mars Volta De-Loused in the Comatorium foi inspirada na "vida e morte de Julio Venegas". Logo após o lançamento de De-Loused, em Maio de 2003, o produtor de som e amigo de longa data de Cedric e de Omar Rodriguez-Lopez, Jeremy Michael Ward, foi encontrado morto por aparente overdose de heroína. Ward forjou o termo Amputechture título do terceiro álbum de estúdio do Mars Volta, e Frances the Mute foi baseado em um jornal que Ward descobriu.

## Estilo de composição
Bixler-Zavala é adepto do humor de Frank Zappa e escreve letras em inglês, espanhol e latim. “Adoro pegar frases comuns, pervertê-las, mudá-las um pouco. Então você pensa que estou cantando uma coisa, mas ao ler, é diferente.”

## Discografia

### Com o Foss
- The El Paso Pussycats (1993) - 7"
- Foss (1993)
- Fewel St. (1994)

### Com o Los Dregtones
- 5 Song Alibi (1994)

### Com o The Fall on Deaf Ears
- The Fall on Deaf Ears EP (1996)

### Com o At the Drive-In
- Hell Paso (1994) - relançamento em EP
- Alfaro Vive, Carajo! (1995) - EP
- Acrobatic Tenement (1996, relançamento em 2004) - LP
- El Gran Orgo - (1997) - EP
- In/Casino/Out (1998, relançamento em 2004) - LP
- Vaya (1999, relançamento em 2004) - EP
- Sunshine / At the Drive-In (2000) - EP
- Relationship of Command (2000, relançamento em 2004) - LP
- This Station Is Non-Operational (2005) - Compilation
- In•ter a•li•a (2017) - LP

### Com o De Facto
- How Do You Dub? You Fight For Dub, You Plug Dub In LP (1999/2001)
- 456132015 EP (2001)
- Megaton Shotblast LP (2001)
- Légende du Scorpion à Quatre Queues LP (2001)

### Com o The Mars Volta
- Tremulant - EP (2002)
- De-Loused in the Comatorium - LP (2003)
- Live - EP (2003)
- Frances the Mute - LP (2005)
- Scabdates - LP (2005)
- Amputechture - LP (2006)
- The Bedlam in Goliath - LP (2008)
- Octahedron - LP (2009)
- Noctourniquet - LP (2012)
- The Mars Volta (2022)
- Que Dios Te Maldiga Mi Corazon (2023)

### Como Alavaz Relxib Cirdec
- The Special 12 Singles Series - Single (2005)

### Com Omar Rodríguez-López
- A Manual Dexterity: Soundtrack Volume 1 - Omar Rodríguez-López (2004)
- Omar Rodriguez - Omar Rodríguez-López (2005)
- Se Dice Bisonte, No Bùfalo - Omar Rodríguez-López Group (2007)
- Calibration (Is Pushing Luck and Key Too Far) - Omar Rodríguez-López (2007)
- Old Money - Omar Rodríguez-López (2008)
- Cryptomnesia - El Grupo Nuevo De Omar Rodriguez-Lopez (2009)
- Sympathy for Delicious OST - Burnt the Diphthongs Feat. Cedric Bixler, Orlando Bloom, DJ Disk, Juliette Lewis, Omar Rodriguez-Lopez & Deantoni Parks (2011, faixas selecionadas)

### Com o Big Sir
- Before Gardens After Gardens (2012)

### Com o Anywhere
- Pyramid Mirrors - EP (2011)
- Infrared Moses - EP (2012)
- Anywhere (2012)

### Participações como convidado
- Rise Above: 24 Black Flag Songs to Benefit the West Memphis Three - Vários artistas, promovido pela Rollins Band (2002)
- Decomposition - Thavius Beck
- Plasticity Index - Sand Which Is
- White People - Handsome Boy Modeling School (2004)
- Blood Mountain - Mastodon (2006)
- I'll Sleep When You're Dead - El-P (2007)

### Como produtor
- Hell Paso por At the Drive-In (1994) co-produzido com outros membros do At the Drive-In
- ¡Alfaro Vive, Carajo! por At the Drive-In (1995) co-produzido com outros membros do At the Drive-In
- El Gran Orgo por At the Drive-In (1997) co-produced com Bryan Jones e outros membros do At the Drive-In
- Sunshine / At the Drive-In por At the Drive-In (2000) co-produzido com outros membros do At the Drive-In
- Live por The Mars Volta (2003) co-produzido com Omar Rodriguez-Lopez